# نظام الإحداثيات المجرية

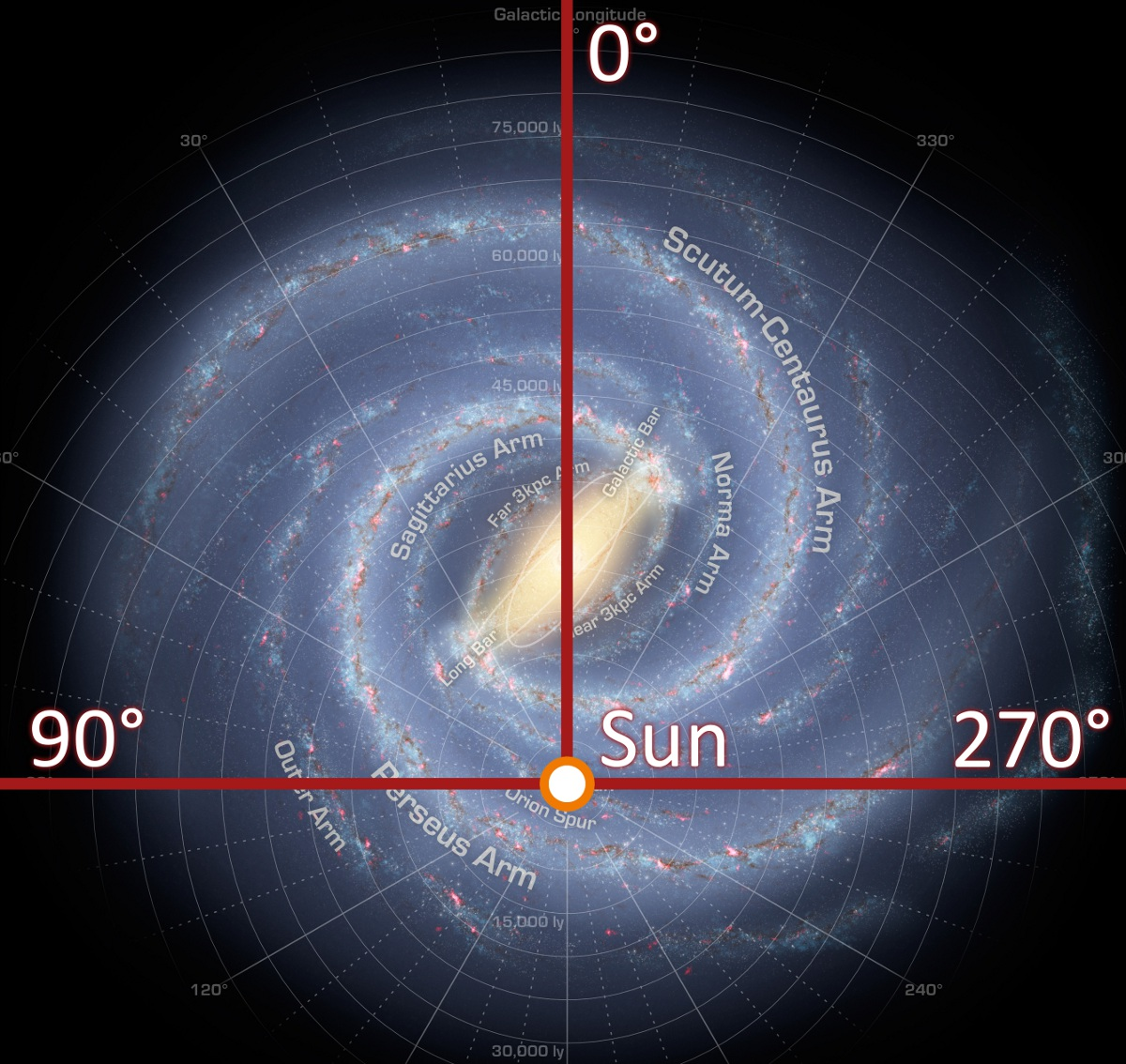
توضيح الإحداثيات بالنسبة للشمس.

نظام الإحداثيات المجرية (بالإنجليزية: Galactic coordinate system (GCS)) هو نظام إحداثيات سماوي يرتكز في موقع الشمس من مجرتنا، مجرة درب التبانة، ويتجه في اتجاه رؤية مركز المجرة. كما ينطبق خط استواء النظام على مستوي قرص المجرة.
وكما هو الحال بالنسبة للاحداثيات الجغرافية فإن نظام إحداثيات المجرة له الطول والعرض.

## تعريف

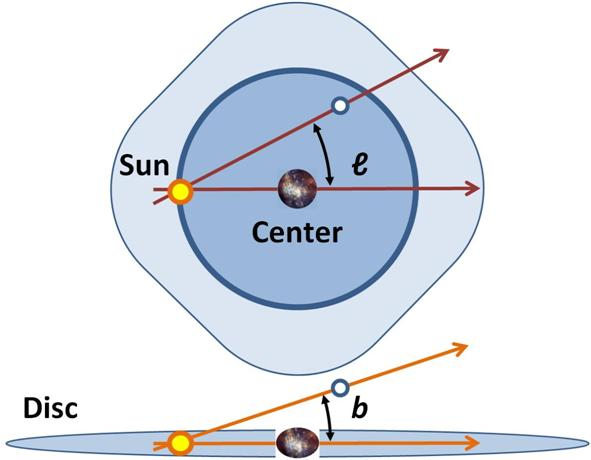
تتخذ احداثيات المجرة من الشمس كنقطة الصفر. ويبدأ قياس الأطوال ℓ من الإتجاه نحو مركز المجرة في مستوي المجرة. وتقاس العروض المجرية b بين الجرم السماوي المشاهد والمستوي المجري والشمس كمركز.

يستخدم الحرفان ℓ لتمثيل الطول longitude و b للعرض latitude.
في عام 1959 اتفق على الإحداثيات المجرية التي تسخدم حاليا على أساس توقيت بيسيل B1950.0
بحيث يكون موقعه القطب الشمالي المجري في
{\displaystyle \alpha } = 12ساعة 49دقيقة و{\displaystyle \delta } = +27,40°.
ويبدأ الطول المجري من مركزها
{\displaystyle \alpha } = 17ساعة  42.4 دقيقة و{\displaystyle \delta } = -28.92° ويكون المستوي المجري مائلا نحو 62,6° من خط الاستواء المجري.
وبعد اختيار تلك الإحداثيات تبين أن مركز المجرة الحقيقي في موقع مصدر الأشعة الراديوية الرامي أ* ، أي نحو 07و0 درجة من نقطة الصفر التي حددت لتكون مركز الاحداثيات. ومع ذلك فلا تزال الإحداثيات المجرية التي حددت عام 1959 تستخدم حتى الآن.

## كوكبات خط الاستواء المجري
يمر خط الاستواء المجري بالكوكبات التالية (بعض الكوكبات من اليمين إلى اليسار على التوالي):

| - برج الرامي (فلك) - الدجاجة - ذات الكرسي | - حامل رأس الغول - الجبار - الكلب الأكبر | - القاعدة - قنطور - مربع النجار - العقرب |

## دوران المجرة

منحنى دوران المجرة : يعطي المحور الرأسي سرعة النجم في دورانه حول مركز المجرة ، ويعطي المحور الأفقي بُعد النجم عن المركز ، وموقع الشمس ممثل بنقطة صفراء. ويمثل المنحنى الأزرق السرعة المشاهدة، كما يمثل المنحنى الأحمر السرعة المحسوبة على أساس كتلة المقدرة للنجوم والغاز في المجرة. وتمثل الأسهم الرأسية الرمادية حدود الخطأ في تعيين السرعة. والفرق بين السرعة المحسوبة والسرعة المشاهدة يرجع إما إلى وجود مادة مظلمة غير مرئية أو لزوم تعديل قانون الجاذبية.

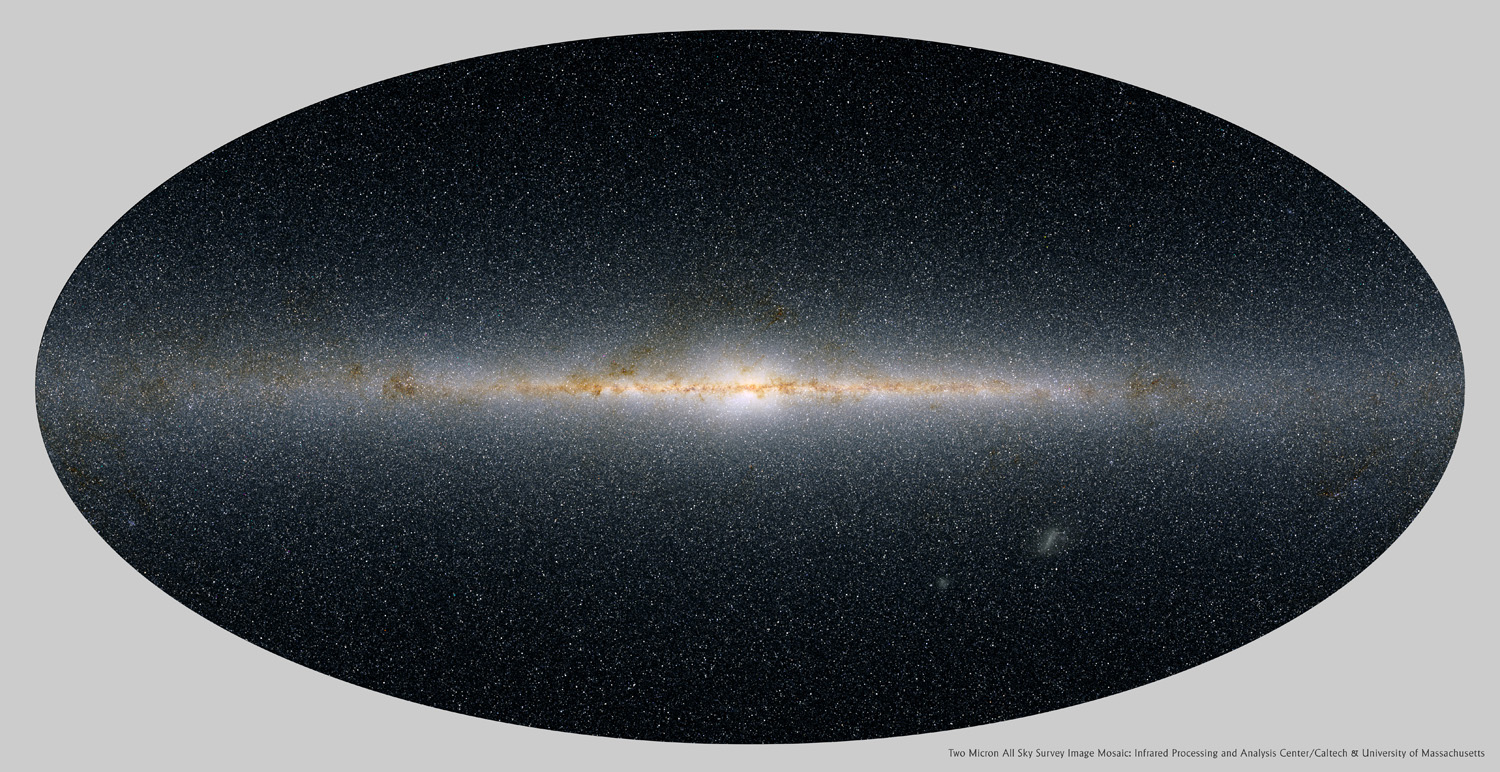
المجرة كما ترى من الأرض ، ويسهل شدة إضاءتها عند مركزها اختيار نظام لاحداثيات المشاهدات الفلكية.

يعتمد نظام الإحداثيات المجرية على اعتبار الشمس هي نقطة الصفر. وتدور الشمس في فلك دائري حول مركز المجرة يسمى «دائرة الشمس» بعكس دوران الساعة (مع اعتبار الرؤية من القطب الشمالي للمجرة) وهي تبعد عن المركز نحو 8 فرسخ فلكي وتدور بسرعة 220 كيلومتر في الثانية. وهذا يعطي سرعة دورة المجرة حول مركزها (عند موقع الشمس) بنحو 200 مليون سنة للدورة الواحدة. وتدور المجرة في مناطق أخرى منها بسرعات مختلفة تعتمد على بعد المنطقة من مركز المجرة. ولوحظ عمد تطابق السرعة المحسوبة لدوران المجرة مع السرعة كما هو مبين في منحنى دوران المجرة. ويعزى ذلك الاختلاف إلى المادة المظلمة، كما يفكر العلماء في أسباب أخرى لعدم التطابق مثل تعديل في حسابات نيوتن للجاذبية.

## اقرأ أيضًا
- نظام الإحداثيات فوق المجرية
- مستوى مجري
- ربعية مجرية
- دائرة البروج
- كوكبة
- مجرة إهليلجية
- مجرة حلزونية
- مستعر أعظم SN 2005ap
- مجرة
- قزم أبيض
- عملاق أحمر
- الانفجار العظيم
- خط زمني للانفجار العظيم
- نجم نيوتروني
- ثقب أسود
- انفجار أشعة غاما 080319ب
- انفجار أشعة غاما 090423
- انفجار أشعة غاما 970228

## وصلات خارجية
- موقع «الكون» في الإنترنت